# Untermhäuser Brücke

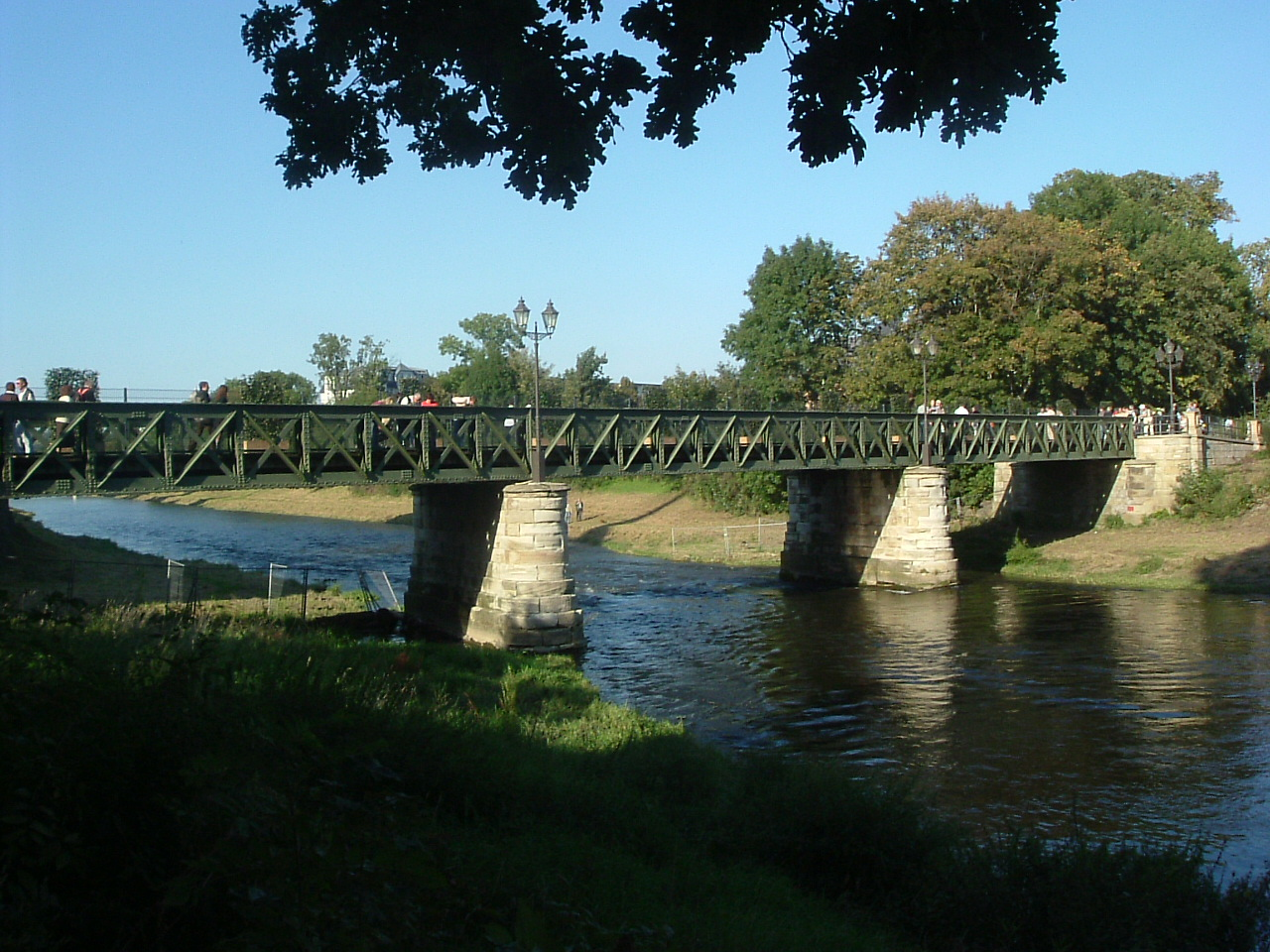
Die Untermhäuser Brücke

Die Untermhäuser Brücke ist eine historische Fußgängerbrücke über die Weiße Elster in Gera. Sie verbindet das historische Zentrum des Stadtteils Untermhaus am westlichen Flussufer mit Küchengartenallee und Orangerie und ist somit Teil der historischen Achse von Untermhaus ins Stadtzentrum. Gemeinsam mit dem benachbarten Alt-Untermhäuser Gebäudeensemble rund um die Marienkirche bildet sie eine bekannte Geraer Stadtansicht.

## Geschichte
An der Stelle eines Steges über die Elster ließ Graf Heinrich XVIII. von Reuß-Gera 1705 die erste Brücke für schwere Fuhrwerke errichten. Durch Hochwasser und Eisgang schwer beschädigt, musste sie bereits im 18. Jahrhundert viermal durch einen Neubau ersetzt werden. 1863 entstand unmittelbar oberhalb der bisherigen Brücke die heutige, von der Geraer Eisengießerei Moritz Jahr geschaffene Stahlfachwerkbrücke. Zu Ehren der Gemahlin des Fürsten Heinrich LXVII. Reuß, Prinzessin Sophie Adelheid Henriette Reuß-Ebersdorf, erhielt sie den Namen Adelheidbrücke. 1934 fanden größere Instandsetzungsmaßnahmen statt. 1950 wurde sie in Elsterbrücke und schließlich 1962 in Untermhäuser Brücke umbenannt.
Um die mehr als 100 Jahre alte Stahlkonstruktion zu entlasten, ist die Brücke heute für Kraftfahrzeuge gesperrt. 1998/99 wurde in einer umfassenden Sanierung der gepflasterte Brückenbelag entfernt und durch Holzplanken ersetzt.

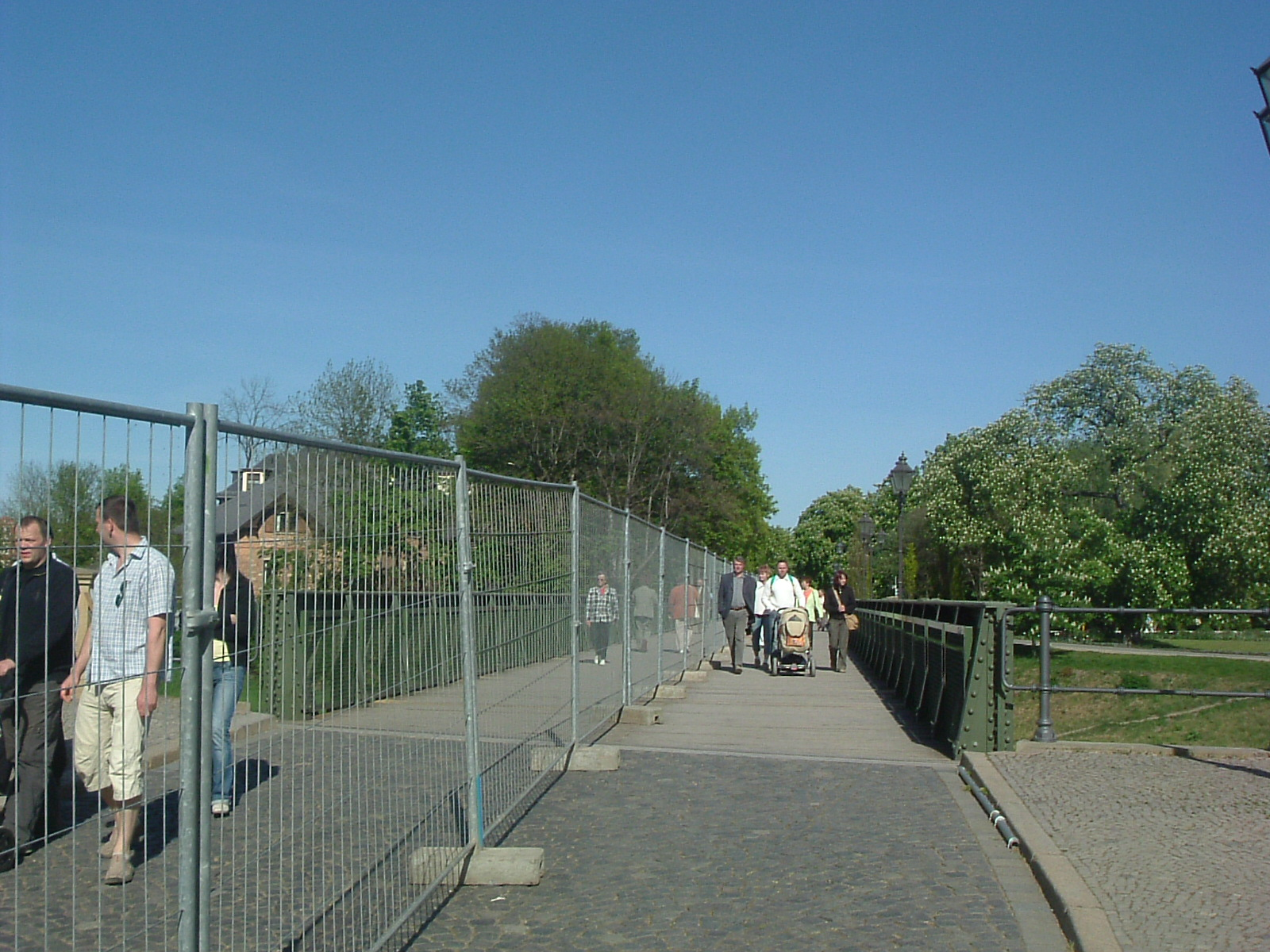
Brückenteilung mit Bauzaun

Zur Bundesgartenschau 2007 musste die Brücke, da eine ursprünglich unmittelbar südlich vorgesehene zweite Elsterquerung aus Zeit- und Finanzierungsgründen nicht mehr realisiert werden konnte, der Länge nach geteilt werden. An der Südseite konnten nun die Besucher der Gartenschau vom Hauptausstellungsbereich des Hofwiesenparkes zu den links der Elster gelegenen Ausstellungsbereichen gelangen, während die Nordseite außerhalb des BUGA-Geländes lag und somit weiter vom normalen Fußgängerverkehr genutzt werden konnte. In den ersten Wochen der Gartenschau wurde die Brückenteilung durch einen kurzfristig aufgestellten Bauzaun bewerkstelligt, der dann durch einen festen Metallzaun ersetzt wurde.
Am 19. Mai 2008 wurde die Brücke an der Südseite durch Brandstiftung beschädigt. Im Zuge der anschließenden Wiederinstandsetzungsmaßnahmen wurden nach der Entfernung der verbrannten Bohlen des Brückenbelages starke Fäulnisschäden an den hölzernen Längsbalken entdeckt, die auf Baumängel während der Renovierung von 1998/99 zurückzuführen waren.